# Sword of Honour
Sword of Honour is een computerspel dat werd ontwikkeld door Dynafield Systems International en uitgegeven door Prestige Softwareentwicklung. Het spel kwam in 1992 voor Commodore Amiga en Commodore 64. Twee jaar later kwam er ook een versie uit voor DOS. De speler speelt een ninja en moet een zwaard van de slechte Toranaga zien terug te vinden. Hij loopt van een stad naar een kasteel en moet onderweg vijanden verslaan, vallen ontlopen en voorwerpen vinden. Hij gebruikt hierbij Japanse vechtkunst en wapens. Het spel een sidescrolling computerspel met een 3d perspectief.

## Platform
| platform     | jaar |
| ------------ | ---- |
| Amiga        | 1992 |
| Commodore 64 | 1992 |
| DOS          | 1993 |